# Antanandava (Sambava)
Pour les articles homonymes, voir Antanandava.
Antanandava  est une commune rurale malgache, située dans la partie centrale de la région de Sava.

## Géographie
La commune est accessible par la rivière Bemarivo. Elle forme un tissu urbain continu avec Amboangibe et est un point de passage avec Antindra située de l'autre côté de la Bemarivo.